# Migennes
Migennes település Franciaországban, Yonne megyében. Lakosainak száma 6878 fő (2022. január 1.). Migennes Bussy-en-Othe, Cheny, Brion, Charmoy, Esnon, Laroche-Saint-Cydroine és Ormoy községekkel határos.

## Népesség
A település népességének változása:
| Lakosok száma | 6938 | 7085 | 7278 | 7240 | 7247 | 7258 | 7274 | 7068 | 6878 |
|               | 2013 | 2015 | 2016 | 2017 | 2018 | 2019 | 2020 | 2021 | 2022 |